# Domina Jalbert
Domina Cleophas Jalbert (Saint-Jean-de-Matha, 5 dicembre 1904 – 26 giugno 1991) è stato un inventore canadese naturalizzato statunitense.

## Biografia
Domina Cleophas Jalbert inventò l'ala flessibile autogonfiabile Parafoil, spesso chiamata "Jalbert parafoil". Canadese di nascita, si spostò presto a Woonsocket (Rhode Island) dove visse per anni prima di trasferirsi a Boca Raton, in vecchiaia. Mentre fu a Woonsocket, si diploma alla Woonsocket High School, e lavorò come track coach e amministratore per Mount St. Charles Academy. Jalbert conseguì il brevetto di pilota nel 1927. Negli anni trenta fu attivo nel kiting, in ambito pubblicitario. Fu arruolato per la difesa della costa occidentale degli Stati Uniti durante la Seconda guerra mondiale, facendo palloni da sbarramento; lavorò per la United States Rubber Company a Naugatuck. Brevettò nel 1944 una combinazione di palloni con ala flessibile conosciuta come "kytoon".

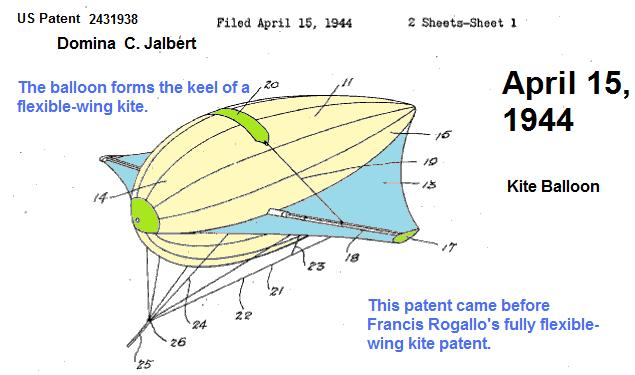
Annotazioni su un disegno del 15 aprile 1944 per il brevetto 'Kite Balloon'

 Il brevetto del 1944 di Domina Jalbert presagiva l'ala flessibile dei veleggiatori che più tardi vide Francis Rogallo della NACA protagonista; già evidente nel brevetto del 15 aprile 1944. Nel 1957 inventò un profilo alare autogonfiante che iniziò a sperimentare. Nel gennaio 1963 dichiarò formalmente la sua scoperta e l'invenzione dell'ala a doppia superficie flessibile autogonfiante, cambiando l'aquilonismo, paracadutismo, skydiving, deltaplanismo, parapendii. La maggior parte delle vele hanno le radici nel Parafoil di Domina Jalbert. Nel 1964 brevettò "Multi-cell Wing Type Aerial Device". Nel 1971 vide realizzato il suo sogno; Theodore Hulsizer creò il primo paracadute tipo Parafoil funzionante per la United States Air Force e la NASA (1947-1973). Nelle fasi di sperimentazione alla Wright-Patterson Air Force Base di Dayton (Ohio), Theodore Hulsizer si rese conto che quel tipo di paracadute era il migliore mai visto in 25 anni di esperienza. Per rallentare l'apertura dell'ala paracadute, fece scorrere un anello sulle corde in cima alla vela, in fase di impacchettamento. Appena aperto l'anello scende lentamente liberando le corde gradatamente, e di conseguenza la vela. Theodore Hulsizer personalmente realizzò il primo paracadute Parafoil, che funzionò al primo strappo.

## Brevetti
10 gennaio 1963 US Patent 3131894 il Parafoil.
- Kite Balloon. Data: 15 aprile 1944
- Kite Balloon. Data 31 agosto 1945
- 2398744 Kite Balloon, su google.com.
- Multi-Cell Glide Canopy Parachute D. C. Jalbert, su google.com.
- Multi-Cell Wing Type Aerial Device Data: 1º ottobre 1964
- Multi-Cell Wing Type Aerial Device US Pat. 3285546 Data 1º ottobre 1964
- Aerial sled Domina C. Jalbert, su google.com.